# اچ‌اس‌وی مالو

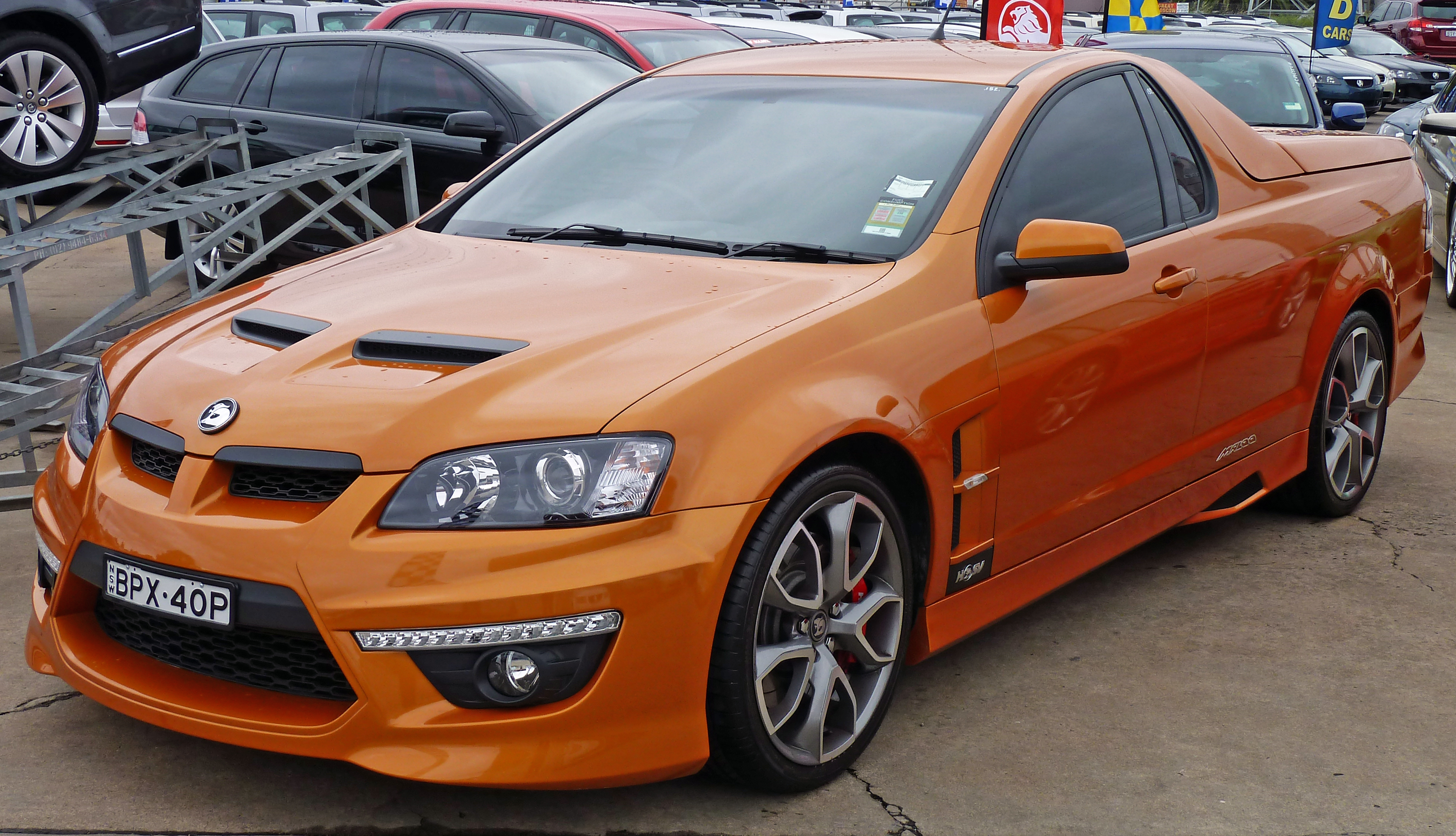

اچ‌اس‌وی مالو (HSV Maloo) خودرویی است که از سال ۱۹۹۰ تا کنون در استرالیا تولید شده‌است. 